# Liste des dirigeants d'Égypte
L'Égypte a, au cours de son histoire, connu différents régimes :
Égypte antique (v. 3100 à 30 av. J.-C.)
- Pharaons par ordre chronologique et Pharaons par ordre alphabétique

Période romaine et byzantine (30 av. J.-C. à 639 ap. J.-C.)
- Préfets d'Égypte

Égypte arabe (de 640 à 1517)
- Gouverneurs de l'Égypte arabe (640-935)
- Ikhchidides (935-969)
- Fatimides (969-1171)
- Ayyoubides (1171-1250)
- Sultans mamelouks (1250-1517)

Égypte ottomane (de 1517 à 1914)
- Pachas (1517-1805)
- Walis et khédives alaouites (1805-1914)

Sultanat et royaume d'Égypte (de 1914 à 1953)
- Sultans puis rois d'Égypte

République d'Égypte (1953-1958), République arabe unie (1958-1971) et république arabe d'Égypte (depuis 1971)
- Présidents de la République